# Alex Rocco
Alessandro Federico Petricone Jr., född 29 februari 1936, död 18 juli 2015, professionellt känd som Alex Rocco, var en amerikansk skådespelare. Han spelade ofta roller som skurk, och är mest känd för sin skildring av Moe Greene i filmen Gudfadern.

## Biografi
Rocco föddes som Alessandro Federico Petricone, Jr., i Cambridge, Massachusetts, 1936, men växte upp i närliggande Somerville.
Enligt gangstern Vincent Teresa var Petricone en anhängare till Winter Hill Gang i Bostonområdet. I början av september 1961 hyrde Petricone en stuga på Salisbury Beach tillsammans med en vän i Winter Hill Gang och deras vän, Charlestowngangstern George McLaughlin, för en fest under Labor Day. Under kvällen hamnade McLaughlin i bråk med medlemmarna i Winter Hill Gang, då han försökt tafsa på Petricones flickvän. McLaughlin misshandlades medvetslös, och dumpades vid ett sjukhus i närheten. Händelsen trappades upp till ett gängkrig bland irländska gäng i Boston. Då McLaughlin mördats, skickades Petricone skickades till Kalifornien av Winter Hill Gang bossen James McLean för att hålla sig borta från gängkriget.
Han arbetade först som bartender i Santa Monica, Kalifornien, och tog skådespelarkurser av skådespelaren Leonard Nimoy. Nimoy imponerades inte av Roccos påtagliga Bostondialekt, och sade till honom att ta tallektioner. Rocco följde Nimoys råd, och efter att ha befriat sig från dialekten, tog han ytterligare lektioner av Nimoy och Jeff Corey.
Han bytte senare namn till Alex Rocco. 

## Karriär
En av Roccos första roller var som kasinoägaren Moe Greene i filmen Gudfadern. Andra anmärkningsvärda filmer där Rocco medverkade inkluderade Bröllopsfixaren som Salvatore, och i Smokin 'Aces . I filmen That Thing You Do!, spelade Rocco Sol Siler, grundaren av Playtone Records. 
Rocco medverkade även i flertalet avsnitt av The Simpsons.

## Privatliv och död
Efter att ha flyttat till Los Angeles blev Rocco medlem i Bahá'í Faith, och han medverkade i ett antal produktioner relaterade till religionen genom åren. Han tackade också Bahá'u'lláh, profeten grundaren av Bahá'í -tron i ett tacktal på Emmy Awards.
Alex Rocco dog den 18 juli 2015 av bukspottskörtelcancer i Studio City, Los Angeles, 79 år gammal.